# YDreams
A YDreams é uma empresa portuguesa que desenvolve espaços e experiências interactivas através da combinação de tecnologia, arte e design, com o intuito de redefinir a forma como interagimos com informação e conteúdos. 
A empresa está sediada em Lisboa, Portugal, mas actua globalmente através de escritórios em Barcelona, (Espanha) Rio de Janeiro e São Paulo (Brasil) e Nova Iorque (Estados Unidos). A YDreams foi fundada em Junho de 2000 por António Câmara, Edmundo Nobre, José Miguel Remédio, Eduardo Dias, e Nuno Correia, investigadores e professores da Faculdade de Ciências e Tecnologia da Universidade Nova de Lisboa, e especialistas em áreas tão diversas como tecnologias de informação, telecomunicações, processamento de imagem, sistemas de informação geográfica e engenharia ambiental. 
No inicio de 2006, o Espírito Santo Tech Ventures (Banco Espírito Santo) e a empresa americana Herrick Partners entraram como accionistas na YDreams, através de um investimento que totalizou os 8,5 milhões de Euros. O capital da YDreams continua a ser maioritariamente detido pelos cinco sócios-fundadores, tendo António Câmara como CEO desde o seu início.
A empresa conta com uma equipa multidisciplinar com cerca de 120 colaboradores, de áreas tão diversas como a engenharia informática, mecânica e eléctrica, o design gráfico, de comunicação, industrial, e de interacção, a realidade aumentada, interfaces naturais, interacção humano-computador e robótica. Tem vindo a desenvolver: 
- espaços e experiências interactivas com especial enfoque na tecnologia de realidade aumentada e interfaces naturais;
- software proprietário nas áreas de Realidade Aumentada, interacção por gestos, ambientes interactivos e computação gráfica;
- ao nível da Propriedade Intelectual, trabalha com profissionais de topo norte-americanos na expansão do seu portefólio de IP, que inclui marcas registadas nos EUA, Europa e outros países;
- várias patentes em áreas como Realidade Aumentada, Computação Gráfica, Electroquímica e Serviços baseados em Localização Real, entre outros.

A YDreams conta mais de 600 projectos realizados no mundo inteiro, com clientes e parceiros das mais diversas áreas de mercado, entre as quais Nokia, Vodafone, Adidas, Banco Santander e TMN. 
A YDreams tem sido frequentemente referenciada na imprensa portuguesa como um caso de sucesso no campo das novas tecnologias, com destaque para o posicionamento global da empresa. Também foi referenciada nos meios de comunicação estrangeiros, como a revista Wired, Business Week e The Economist Technology Quarterly Review, e reportagens televisivas na CNBC Europe, TVE, Euronews e France 24.
Ao longo dos anos também tem sido distinguida com vários prémios, onde se destacam: Dibner Award (2003), Gold Award for Environments, by the Industrial Design Society of America (2004), reconhecimento como uma das empresas emergentes europeias para aparecer na CNBC Europe (2005), PME Líder pelo IAPMEI (2008), e o Auggies Award – o ‘Oscar’ da Realidade Aumentada (are2010). Em 2006, o seu fundador e CEO, António Câmara, foi distinguido com o Prémio Pessoa.
Joint Ventures e Spin Outs
A empresa tem desde 2008 levado a cabo processos de joint-ventures e spin-outs de tecnologias únicas.
Em Dezembro de 2008, a YDreams juntou-se a um parceiro norte-americano para a criação de uma nova empresa especializada em publicidade e marketing para grandes audiências – a Audience Entertainment. A empresa, sediada em Nova Iorque, cria e distribuiu AudienceGames (jogos para audiências) para recintos de espectáculos, salas de cinema, estádios, grandes eventos e centros expositivos.
Em Janeiro de 2010, a YDreams criou a sua primeira spin-out, a Ynvisible, apostada no desenvolvimento de novas tecnologias de printed electronics (electrónica impressa). A empresa passou a estar cotada no First Quotation Board (Open Market) da Bolsa de Valores de Frankfurt no dia 9 de Fevereiro de 2011.
No segundo trimestre de 2011, a YVision, a divisão interna da empresa que investiga e desenvolve interfaces naturais e realidade aumentada tornou-se oficialmente a segunda spin-out da YDreams. A empresa irá especializar-se no licenciamento de plataformas de programação que permitem gerir aplicações multimédia interactivas, combinando tecnologias como 3D, simulação de física, computação gráfica e interacção gestual, num ambiente estável e eficiente.

## Em 2015
Em 2015, a Ydreams entrou com um pedido de Processo Especial de Revitalização no tribunal do Barreiro, com créditos reclamados no valor de 17,9 milhões de euros, para evitar a falência.